# Squalus japonicus
Squalus japonicus är en hajart som beskrevs av Ishikawa 1908. Squalus japonicus ingår i släktet Squalus och familjen pigghajar. IUCN kategoriserar arten globalt som otillräckligt studerad. Inga underarter finns listade i Catalogue of Life.